# So Amazin'
So Amazin' è il terzo album in studio della cantante statunitense Christina Milian, pubblicato nel 2006.

## Tracce
1. Say I (featuring Jeezy) (Bunny Sigler, Jay Jenkins, Phil Hurtt, Andre Lyon, Marcello Valenzano, Jazmine Sullivan) – 3:33
2. Twisted (Lyon, Sullivan, Valenzano, Leon Ware) – 4:00
3. Gonna Tell Everybody (Anthony Henderson, Steven Howse, Ernie Isley, Marvin Isley, O'Kelly Isley Jr., Ronald Isley, Lyon, Milian, Eddie Montilla, Valenzano) – 4:20
4. Who's Gonna Ride (featuring Three 6 Mafia) (Paul Beauregard, Albert Bouchard, Jordan Houston, Lyon, Milian, David Roter, Valenzano) – 4:10
5. So Amazing (featuring Dre) (Lyon, Milian, Valenzano) – 3:20
6. Hot Boy (featuring Dre) (Lyon, Milian, Valenzano) – 3:53
7. Foolin' (Lyon, Milian, Pam Sawyer, Valenzano, Ware) – 4:05
8. My Lovin' Goes (Lyon, Milian, Valenzano) – 4:00
9. Just a Little Bit (Vinnie Barrett, Bobby Eli, John Freeman Jr., Lyon, Milian, Valenzano) – 3:05
10. Y'all Ain't Nothin' (Milian, Ne-Yo, Melvin Sparkman) – 4:18
11. She Don't Know (Jeff Barnell, Bernard Dahan, Lyon, Milian, Fabio Valenzano) – 4:35